# مینا مغازه‌ای
مینا بی‌بی‌کهن بازیگر سینما اهل ایران است.
گوینده و بازیگر سینما که از اوایل دهه ۱۳۳۰ وارد جرگه بازیگران سینما شد و از اواخر دهه ۱۳۳۰ در کنار مهین معاون‌زاده و چند تن دیگر به دوبله روی آورد.

## زندگی‌نامه
مینا مغازه‌ای با نام اصلی مینا بی‌بی‌کهن زاده ۱۳۱۷ در تهران است. وی تحصیلات را تا مقطع دیپلم ادامه داد. او همسر پیشین کنعان کیانی بود که پس از جدایی با جلال مغازه‌ای ازدواج کرد و نام خود را به مینا مغازه‌ای تغییر داد. نخستین فیلمی که مینا در آن حضور داشت فیلم محکوم بی‌گناه در سال ۱۳۳۰ از ساخته‌های بوریس ماتایوف و علی محزون بود. او در این فیلم در نقش دختری بنام مریم لود که مورد تجاوز جوان هرزه‌ای بنام اسماعیل قرار می‌گیرد. وی فعالیت در تئاتر را با نمایش «کارمند شریف» در تئاتر فردوسی در سال ۱۳۳۱ آغاز کرد. بعدها مینا در ۴ فیلم دیگر هم ظاهر شد که آخرین آن‌ها فیلم گناه زیبایی بود که وی در نقش همسر علی آزاد و به عنوان مادر لیلا فروهر نقش آفرینی کرد و با همین فیلم (اواخر دهه ۴۰) از بازیگری کناره گرفت. وی هم‌اکنون مقیم ایتالیا است.

## عمده نمایش‌ها
- برای شرف
- خسیس
- در راه آزادی
- شاهزاده خانم هامبورگ
- مونتسرا

## فیلم‌شناسی
- گناه زیبایی (۱۳۴۸)
- معجزه (۱۳۴۶)
- بلبل مزرعه (۱۳۳۶)
- چهار راه حوادث (۱۳۳۳)
- محکوم بی‌گناه (۱۳۳۰)